# Joris Chotard
Joris Jean-Claude Jacques Chotard (ur. 24 września 2001 w Orange) – francuski piłkarz występujący na pozycji pomocnika we francuskim klubie Montpellier HSC. Wychowanek US Le Pontet. Młodzieżowy reprezentant Francji.